# グガランナ
シュメール神話では、グガランナ、グガルアンナ（Gugalanna）は冥界の女王エレシュキガルの最初の夫である。彼の名前はもともと「アン神の運河監督官」あるいは「アヌの凶暴な牛」という意味であったかもしれないが、彼は単にエンヌギの別名であったかもしれない。エレシュキガルとグガランナの子はニンアズである。叙事詩の『イナンナの冥界下り』では、愛と美と性と戦争の女神イナンナは門番のネティに、「グガランナ、私の姉エレシュキガルの夫」の葬儀に行くと告げる。一部の学者はグガランナが『ギルガメシュ叙事詩』の中でギルガメシュとエンキドゥに殺された天の牡牛を同一人物と考えている。